# 2008년 하계 올림픽 앤티가 바부다 선수단
2008년 하계 올림픽 앤티가 바부다 선수단은 중화인민공화국 베이징에서 개최된 2008년 하계 올림픽에 참가한 올림픽 앤티가 바부다 선수단이다.

## 수영
남자
| 선수          | 세부 종목  | 예선  | 예선 | 준결선    | 준결선    | 결선      | 결선      |
| 선수          | 세부 종목  | 기록  | 순위 | 기록      | 순위      | 기록      | 최종 순위 |
| 카렘 발렌티네 | 50m 자유형 | 31.23 | 96   | 진출 실패 | 진출 실패 | 진출 실패 | 진출 실패 |

## 육상

### 남자
트랙 / 도로 경기
| 선수              | 세부 종목 | 1차 예선 | 1차 예선 | 2차 예선 | 2차 예선 | 준결선    | 준결선    | 결선      | 결선      |
| 선수              | 세부 종목 | 기록     | 순위     | 기록     | 순위     | 기록      | 순위      | 기록      | 최종 순위 |
| 다니엘 바일레이   | 100m      | 10.24    | 2 Q      | 10.23    | 4        | 진출 실패 | 진출 실패 | 진출 실패 | 진출 실패 |
| 브렌단 크리스티안 | 200m      | 20.58    | 2 Q      | 20.26    | 1 Q      | 20.29     | 5         | 진출 실패 | 진출 실패 |

## 참고 자료
- (영어) “Antigua and Barbuda at the 2008 Beijing Summer Games”. SR/Olympic Sports. 2012년 11월 8일에 원본 문서에서 보존된 문서. 2011년 10월 7일에 확인함.